# Nikos Katsavakis
Nikos Katsavakis (griechisch Νίκος Κατσαβάκης, * 16. Mai 1979 in Serres, Griechenland) ist ein griechischer ehemaliger Fußballspieler.
Katsavakis begann seine Karriere 1996 beim unterklassigen Veria FC und wechselte nach einer Saison zu AO Kavala. Zwischen 2000 und 2002 spielte er für Panserraikos in der zweiten griechischen Liga und wechselte anschließend zum zyprischen Erstligisten Digenis Akritas Morphou. 2004 schloss er sich dem zyprischen Spitzenklub und Ligakonkurrenten Anorthosis Famagusta an, mit dem er 2005 und 2008 den Landesmeistertitel gewann und 2007 im zyprischen Pokal siegte.
Mit Famagusta qualifizierte sich Katsavakis 2008 für die Hauptrunde der UEFA Champions League. Er kam in allen sechs Qualifikationsspielen gegen den FC Pjunik, Rapid Wien und Olympiakos Piräus zum Einsatz. Im Sommer 2010 verließ er Anorthosis und schloss sich Ligakonkurrent Apollon Limassol an. Dort war er zunächst Stammkraft, kam aber in der Saison 2011/12 gar nicht mehr zum Einsatz, so dass er den Klub verließ und in seine Heimatstadt Serres zurückkehrte. Nach zwei Spielzeiten bei lokalen Vereinen beendete er im Jahr 2014 seine Laufbahn.

## Erfolge
- Zyprischer Meister: 2005, 2008
- Zyprischer Pokalsieger: 2007